# Gli uomini non cambiano
Gli uomini non cambiano è una canzone della cantante italiana Mia Martini, pubblicata nel 1992 e considerata uno dei suoi maggiori successi. Con questo brano, tratto dall'album Lacrime, la Martini partecipa al 42º Festival di Sanremo, e si piazza al secondo posto nella classifica finale ottenendo 7.247 voti.

## Descrizione

### Struttura
Le musiche della canzone, composte, come il testo, da Giancarlo Bigazzi, Marco Falagiani e Giuseppe "Beppe" Dati, sono eseguite in tonalità DO.

### Testo
In questa canzone viene raccontata la profonda amarezza di una donna tradita da tutti gli uomini della sua vita, e viene raccontata ogni delusione e ipocrisia del rapporto uomo-donna in generale: partendo da quello paterno, nella prima strofa la Martini canta di questa figlia, "innamorata di suo padre", che lei ammira e stima, ma per cui lei è soltanto la "figlia sgangherata… Ho lottato per cambiarlo/ ma ci vorrebbe un'altra vita…".

È questo il momento in cui, come spiega la canzone, (solo) le donne cominciano a coltivare veramente la delicata arte della pazienza; dopo ciò la cantante elenca tutto ciò che è avvenuto nella vita della protagonista della canzone:
"Gli uomini non cambiano:
prima parlano d'amore e poi ti lasciano, da sola.
Gli uomini ti cambiano
e tu piangi mille notti di perché.
Invece, gli uomini ti uccidono
e con gli amici vanno a ridere di te".
Alla fine della canzone, una molto potente affermazione di protesta da parte delle donne contro l'oltraggioso trattamento riservato loro dagli uomini, la cantante arriva alla conclusione che gli uomini si comportano così perché, come canta in un grido disperato, "gli uomini che nascono, sono figli delle donne, ma non sono come noi!".
Mia Martini, nonostante non sia stata autrice della canzone, non interpretava per la prima volta brani in cui compariva la figura paterna: infatti uno dei suoi primi successi fu proprio Padre davvero, che chiudeva col verso "Padre, davvero ma chi ti somiglia/Ma sei sicuro che sia tua figlia!". Bisogna sottolineare che, sia Mia sia sua sorella Loredana, avevano avuto un rapporto molto complesso con il padre, Giuseppe Bertè (insegnante di latino e greco morto nel 2017) che, come raccontato più da Loredana che dalla Martini, aveva adottato un atteggiamento, sia con la moglie che con le figlie, "fortemente autoritario, aggressivo e spesso anche violento. Era incredibilmente misogino." Questa sua storia di violenza è stata anche accennata nel film biografico sulla Martini del 2019, Io sono Mia.

## Successo
Annunciata già settimane prima dell'inizio del Festival come una delle favorite per la vittoria finale dell'edizione Sanremo '92, il capolavoro di Mia Martini finì al 2º posto, dietro Portami a ballare di Luca Barbarossa, ma diventò subito un successo e un classico in tutta Italia.

## Nella cultura di massa
Nel 2020 la canzone è stata nuovamente interpretata al 70º Festival di Sanremo, durante la serata dei duetti, da Achille Lauro (in gara con il singolo Me ne frego) insieme ad Annalisa.